# Guerra cristera

Una moderna riproduzione della bandiera usata dai cristeros con i riferimenti a "Viva Cristo Re" e "Nostra Signora di Guadalupe"

La guerra cristera - o rivolta dei cristeros - fu una sollevazione popolare che avvenne in Messico tra il 3 agosto 1926 e il 21 giugno 1929 contro le politiche laiciste, anticattoliche e anticlericali del governo messicano allora presieduto dal presidente Plutarco Elías Calles, che aveva imposto una legge fortemente restrittiva per la libertà religiosa, chiamata legge Calles.
Egli aveva cercato di eliminare l'influenza della Chiesa cattolica, fortemente radicata nel Paese, sopprimendo anche le celebrazioni religiose nelle comunità locali. La massiccia rivolta popolare-rurale fu tacitamente supportata dalla gerarchia della Chiesa. L'ambasciatore statunitense Dwight Morrow negoziò una tregua tra il governo Calles e la Chiesa. Il governo fece alcune concessioni e la Chiesa di rimando ritirò il suo sostegno ai combattenti cristeros e il conflitto terminò nel 1929. Tale rivolta può essere vista come un evento importante nella lotta tra Chiesa e Stato, come lo fu nel secolo precedente la guerra di Riforma (1858-1861), ma anche come l'ultima grande rivolta contadina in Messico dopo la fine della fase militare della Rivoluzione messicana nel 1920.

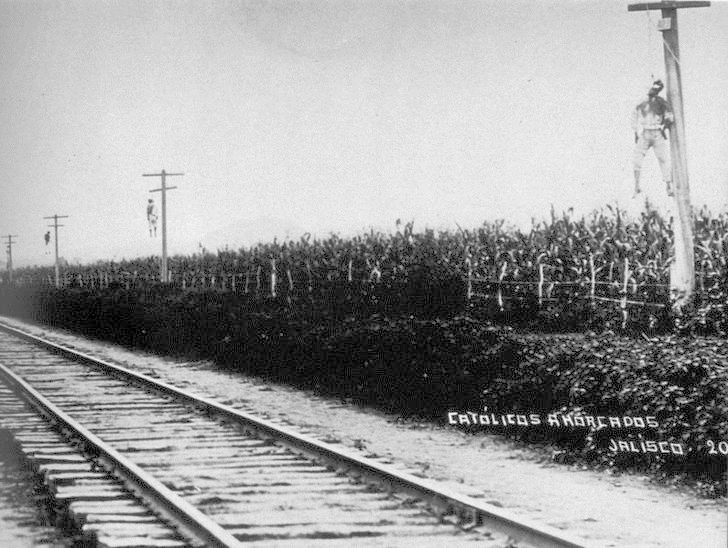
Le forze governative impiccarono pubblicamente i cristeros sulle principali arterie di tutto il Messico, compresi gli Stati affacciati sul Pacifico di Colima e Jalisco dove i corpi restavano spesso appesi per lunghi periodi di tempo

Il nome cristeros, contrazione di Cristos Reyes, fu dato spregiativamente dai governativi ai ribelli, a motivo del loro grido di battaglia: ¡Viva Cristo Rey! ("Viva Cristo Re!").

## Storia

### Il contesto in Messico

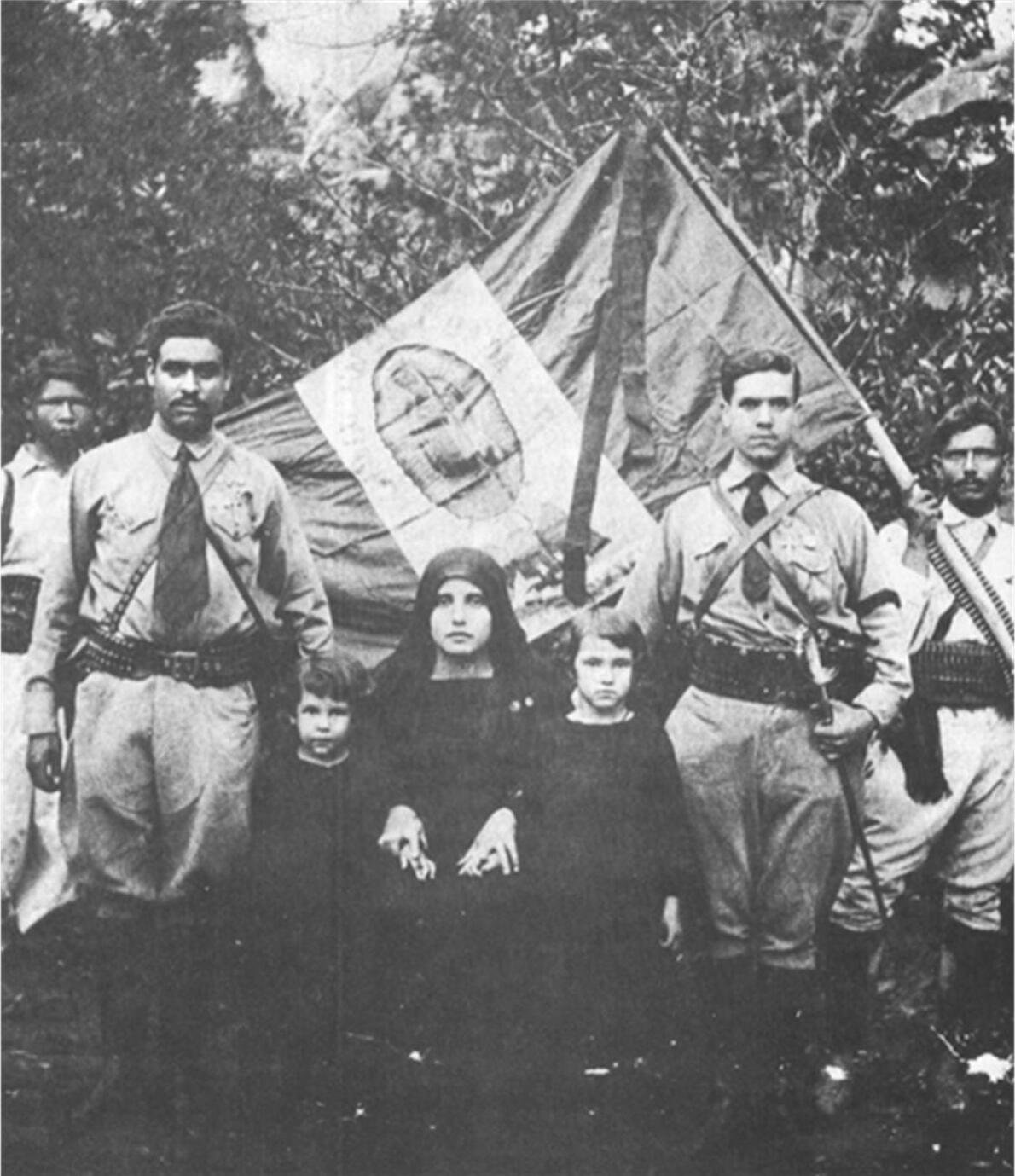
Capi cristeros con la bandiera messicana sul cui centro campeggia l'effigie della Madonna di Guadalupe

Dalla metà del XIX secolo il Messico, che dall'epoca della colonizzazione spagnola (XVI secolo) era un Paese dalla fortissima tradizione cattolica, cadde sotto l'influenza politica degli Stati Uniti, Paese a maggioranza protestante, e fu governato (salvo l'effimera parentesi dell'imperatore Massimiliano d'Asburgo) da un'élite politica i cui membri erano in gran parte massoni.
Nel XX secolo divennero sempre più frequenti le violenze, tollerate dalle autorità, nei confronti dei cattolici: nel 1915 vennero assassinati ben 160 sacerdoti. Nel 1921 un attentatore tentò di distruggere il mantello con l'immagine della Madonna di Guadalupe, conservato nell'omonimo santuario. La bomba, nascosta in un mazzo di fiori deposto vicino all'altare, produsse gravi danni alla basilica, ma il mantello rimase intatto.

### L'anticlericalismo della presidenza Calles
Nel 1926 il presidente Plutarco Elías Calles, tenacemente anticattolico (affermò che «la Chiesa è la sola causa di tutte le sventure del Messico»), dopo aver tentato di dar vita a una Chiesa nazionale separata da Roma, ordinò che si desse piena attuazione alle norme sulla disciplina dei culti contenute nella Costituzione promulgata nel 1917 ma mai applicate: tra esse vi erano la chiusura delle scuole cattoliche e dei seminari, l'esproprio delle chiese, lo scioglimento di tutti gli ordini religiosi, l'espulsione dei sacerdoti stranieri e l'imposizione di un "numero chiuso" per quelli messicani, che avevano l'obbligo di obbedire alle autorità civili, il divieto di utilizzare espressioni come: «Se Dio vuole», «A Dio piacendo», il divieto per i presbiteri di portare l'abito talare. In alcuni stati si tentò perfino di costringerli a prendere moglie.
Calles, inoltre, impose agli impiegati cattolici di scegliere tra la rinuncia alla propria fede o la perdita del posto di lavoro.
In seguito all'applicazione di queste leggi, si registrarono in tutto il Paese attacchi ai fedeli che uscivano da messa e disordini durante le processioni religiose, spesso incitati dalle autorità civili.
I cattolici messicani, di concerto con il Vaticano, risposero inizialmente con iniziative di protesta non violente, tra le quali il boicottaggio di tutti i prodotti di fabbricazione statale (ad esempio il consumo di tabacchi crollò del 74%) e dei mezzi pubblici, la presentazione di una petizione che raccolse due milioni di firme (su quindici milioni di abitanti) e l'istituzione di una Lega nazionale di difesa della libertà religiosa. Il governo non diede alcuna risposta, e per contro il Vaticano impose l'interdetto all'intera nazione. A partire dal 1º agosto 1926, in tutto il Messico non si sarebbe più celebrata la messa né i sacramenti, se non clandestinamente.

### Lo scoppio della rivolta
Subito dopo, scoppiarono focolai di rivolta armata in tutto il Paese. L'esercito, accompagnato da milizie irregolari, tentò di reprimerli, ma si trovò di fronte a formazioni che praticavano la guerriglia e si nascondevano, protette dalla popolazione. Il 18 novembre papa Pio XI denunciò la persecuzione dei cattolici messicani con l'enciclica Iniquis Afflictisque. Il Pontefice sarebbe ritornato sull'argomento pochi anni dopo con le encicliche Acerba Animi (29 settembre 1932) e Firmissimam Constantiam (28 marzo 1937). L'11 gennaio 1927 fu proclamato il Manifesto alla nazione detto de los Altos e nacque l'"Esercito Nazionale dei Liberatori". Il programma politico prevedeva la restaurazione di tutte le libertà soppresse.
Nello stesso anno si formò un vero e proprio esercito ribelle, composto da giovani, contadini e operai, studenti e impiegati, forte di 12 000 uomini, che aumentarono fino a 25 000 nel 1928 e raggiunsero il numero di 50 000 uomini nel 1929, al comando del generale Enrique Gorostieta Velarde; questi morirà in combattimento il 2 giugno 1929, poche settimane prima della fine del conflitto. Le bandiere degli insorti recavano il motto ¡Viva Cristo Rey! e l'effigie della Madonna di Guadalupe; quotidianamente si recitava il rosario e, se possibile, si celebrava la messa; prima di addormentarsi si cantava l'inno Tropas de Maria (Truppe di Maria). All'esercito si affiancavano le brigate Santa Giovanna d'Arco, formazioni paramilitari femminili che giunsero a contare 25 000 membri, tra cui anche giovani di soli 14 anni. I ribelli, chiamati cristeros, prestavano questo giuramento:
(Giuramento dei cristeros)
Tra il 1927 e il 1929, tutti i tentativi di schiacciare la ribellione fallirono; gli insorti anzi presero il controllo di vaste zone nel sud del Paese. Sempre nel 1927 il generale Gonzales, comandante delle truppe della regione di Michoacán, emise questo decreto in data 23 dicembre: «Chiunque farà battezzare i propri figli, o farà matrimonio religioso, o si confesserà, sarà trattato da ribelle e fucilato».
Gli aiuti che giungevano agli insorti provenivano da reti di soccorso create dalle famiglie, da organizzazioni e confraternite.

### La fine e i tumulti collegati
La Chiesa messicana e la Santa Sede, tuttavia, non diedero mai il loro aperto sostegno alla ribellione (il che non impedì al governo di giustiziare anche numerosi sacerdoti che non ne facevano parte), anche a causa di episodi di violenza compiuti da parte cristera e i vescovi messicani agirono per giungere a una soluzione pacifica, lasciando intendere di essere disposti a tutto pur di mettere fine al conflitto. Il 21 giugno 1929 furono così firmati gli Arreglos (accordi), che prevedevano l'immediato cessate il fuoco, il disarmo degli insorti e l'immunità (che non fu rispettata)  per gli insorti. I termini dell'accordo, mediati dall'ambasciatore degli Stati Uniti , erano però estremamente sfavorevoli alla Chiesa, erano infatti mantenute le leggi contestate, che erano state semplicemente sospese momentaneamente: in pratica tutte le leggi anticattoliche rimanevano in vigore.
Questo portò a una ripresa delle persecuzioni contro gli insorti: numerosi laici e membri del clero vennero esiliati e molti cristeros, appena deposte le armi, furono arrestati e fucilati. Non pochi paesi che avevano dato loro ospitalità vennero saccheggiati e i sacerdoti ritornati nelle loro parrocchie divennero bersagli dell'ostilità governativa. A questi episodi seguì una nuova rivolta (la Segunda), dal 1934 al 1938 anche se di tono decisamente minore rispetto alla prima. Secondo alcune stime, nella guerra persero la vita tra le 70 000 e le 85 000 persone.

## Le conseguenze
Gli effetti della guerra sulla Chiesa furono profondi. Tra il 1926 e il 1934 gran parte dei sacerdoti messicani furono uccisi o espulsi. A fronte di 4 500 sacerdoti che officiavano prima della ribellione, nel 1934 erano concesse solo 334 licenze da parte del governo per servire quindici milioni di fedeli. Tutti gli altri erano stati eliminati con l'emigrazione, l'espulsione e l'assassinio. Nel 1935, ben 17 Stati del Messico non avevano nessun sacerdote.
Durante la rivolta, furono composti numerosi brani di Musica liturgica cattolica contemporanea, ispirati alla traduzione medievale della Messa di Oaxaca in spagnolo e al maestro di cappella Gaspar Fernández. I testi erano ostili alla repressione massonica del governo di Plutarco Elías Calles ed esaltavano Gesù Cristo come il fondamento del Regno di Dio sulla Terra.

## Letteratura
Il romanzo Il potere e la gloria, di Graham Greene, non racconta direttamente la rivolta, ma si pone nel periodo immediatamente successivo: esso racconta le vicende di un presbitero che esercita il suo ministero in clandestinità, in fuga dai soldati che lo cercano per fucilarlo.

## Cinematografia
- Cristiada (2011). Il film di Drean Wright racconta gli eventi della guerra, principalmente legati a un ragazzino martire, José Sánchez del Río, canonizzato il 16 ottobre 2016 in piazza San Pietro da papa Francesco, insieme con altri sei beati, e al generale Enrique, a capo dei cristeros. Dopo i titoli di coda viene mostrata la reale esecuzione di uno dei cristeros da parte del plotone dei federali.

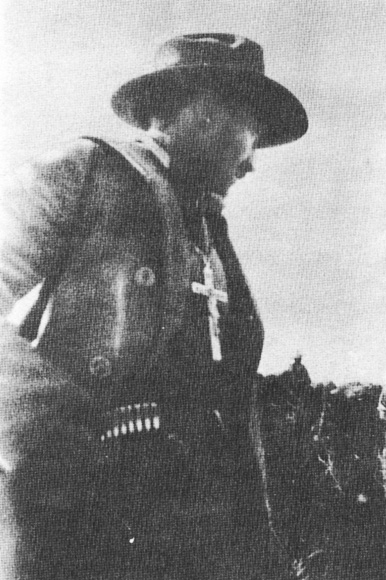
Enrique Gorostieta Velarde